# Sandra Bartky
Sandra Lee Bartky (5 de mayo de 1935-17 de octubre de 2016) fue una profesora emérita de filosofía y estudios de género en la Universidad de Illinois en Chicago. Sus áreas principales de investigación han sido feminismo y fenomenología. Su notable aportación a la filosofía feminista incluye el artículo "The Phenomenology of Feminist Consciousness".

## Estudios
Bartky tiene un título de Bachelor of Arts, una maestría y un PhD de la Universidad de Illinois en Urbana-Champaign y ha estudiado en la Universidad de Bonn, la Universidad de Múnich y la Universidad de California en Los Ángeles (UCLA). En 1997 recibió un título honorario como Doctora en Humanidades de la Universidad de Nueva Inglaterra (New England College).

## Foucault, feminismo, y la modernización del poder patriarcal
Sandra Lee Bartky escribió el artículo “Foucault, Femininity, and the Modernization of Patriarchal Power” a fines de los '70 detallando las normas aceptadas socialmente para el cuerpo y el comportamiento femenino, y señala que normalmente las mujeres son juzgadas por su tamaño y su forma porque sus cuerpos reflejan su personalidad y su naturaleza. Bartky explica que el cuerpo femenino ideal es un constructo y afirma que la mujer perfecta refleja las obsesiones culturales y preocupaciones de la sociedad.
Bartky explica que el cuerpo de la mujer ideal cambia con el tiempo y depende de la cultura. En la sociedad actual es «terso, de pechos pequeños, caderas estrechas y una delgadez rayana en la emaciación» ("taut, small-breasted, narrow-hipped, and of a slimness bordering on emaciation”, o aquél propio de una púber. Este aspecto de fragilidad y falta de fuerza muscular permite a las mujeres tener una imagen de indefensión, obediencia y subordinación a los hombres. Se espera que sigan dietas estrictas, controlen su apetito para mantener su tamaño y su forma y, entre otras cosas, hagan ejercicio para «construir sus pechos y evitar la celulitis». Se espera de ellas que tengan piel suave y sin vello, se preocupen por la belleza, oculten su cuerpo, tengan una postura elegante, desvíen su mirada y aparenten ser más pequeñas plegando sus manos y piernas cuando estén sentadas. «Bajo la actual tiranía de la delgadez, las mujeres tienen prohibido hacerse grandes; deben ocupar el menor espacio posible.»
En esta mirada, Bartky señala que «la feminidad es algo en que virtualmente cada mujer está obligada a participar», y que si las mujeres no siguen esta metodología estricta y violan dichas reglas, se transforman en "mujeres perdidas". Afirma que debido a que la diferencia entre hombres y mujeres no es simplemente diferencia sexual, la feminidad se construye, y debido a ello la sociedad crea «un cuerpo subjetivo en el que se inscribe un estatus inferior». Todas estas normas sobre la mujer ideal es una obsesión social para mantener a las mujeres controladas, y que los hombres puedan parecer más poderosos. Bartky afirma que «la feminidad es una trampa» y que debido a ello requiere aquellas transformaciones corporales. Toda mujer que cae en esta trampa está destinada a fracasar.

## Publicaciones

### Libros
- Bartky, Sandra Lee (1990).  Routledge, ed. Femininity and domination: studies in the phenomenology of oppression (en inglés). New York. ISBN 9780415901864.
- Bartky, Sandra Lee; Fraser, Nancy (1992).  Indiana University Press, ed. Revaluing French feminism: critical essays on difference, agency, and culture (en inglés). Bloomington. ISBN 9780253206824.
- Bartky, Sandra Lee (2002).  Rowman & Littlefield, ed. "Sympathy and solidarity" and other essays (en inglés). Lanham, Maryland. ISBN 9780847697793.

### Capítulos en libros
- Bartky, Sandra Lee (2004), «Intimidation»,  en DesAutels, Peggy; Walker, Margaret Urban, eds., Moral psychology: feminist ethics and social theory, Feminist Constructions (en inglés), Lanham, Maryland: Rowman & Littlefield editors, ISBN 9780742534803..
- Bartky, Sandra Lee (2005), «On psychological oppression»,  en Cudd, Ann E.; Andreasen, Robin O., eds., Feminist theory: a philosophical anthology (en inglés), Oxford, UK Malden, Massachusetts: Blackwell Publishing, pp. 105-114, ISBN 9781405116619..
- Bartky, Sandra Lee (2005), «Battered women, intimidation, and the law»,  en Friedman, Marilyn, ed., Women and citizenship, Studies in Feminist Philosophy (en inglés), Oxford New York: Oxford University Press, pp. 52-66, ISBN 9780195175356..
- Bartky, Sandra Lee (2009) [1997], «Fractured friendships»,  en Liinason, Mia, ed., Friendship in feminist conversation: essays for Ulla M. Holm (en inglés), Göteborg: Göteborgs universitet Distribution, Acta Universitatis Gothenburgensis, ISBN 9789173466721..

### Artículos académicos
- Bartky, Sandra Lee (Otoño de 1975). «Toward a phenomenology of feminist consciousness».  En Departamento de Filosofía de la Universidad Estatal de Florida vía JSTOR, ed. Social Theory and Practice (en inglés) 3 (4): 425-439. JSTOR 23557163.